# Konstantía
Konstantía (Konstantia) är en ort i Grekland.   Den ligger i prefekturen Nomós Péllis och regionen Mellersta Makedonien, i den norra delen av landet, 400 km norr om huvudstaden Aten. Konstantía ligger 180 meter över havet och antalet invånare är 570.
Terrängen runt Konstantía är kuperad åt nordost, men åt sydväst är den platt. Runt Konstantía är det ganska glesbefolkat, med 31 invånare per kvadratkilometer. Närmaste större samhälle är Aridaía, 10,2 km väster om Konstantía. Omgivningarna runt Konstantía är en mosaik av jordbruksmark och naturlig växtlighet.